# Кизил-Буляк (Бакалинський район)
Кизи́л-Буля́к (рос. Кызыл-Буляк, башк. Ҡыҙыл Бүләк) — присілок у складі Бакалинського району Башкортостану, Росія. Входить до складу Староматинської сільської ради.
Населення — 12 осіб (2010; 25 у 2002).
Національний склад:
- кряшени — 76 %